# Jordan Taylor (pilote automobile)
Pour les articles homonymes, voir Jordan Taylor (homonymie).
Jordan Taylor, né le 10 mai 1991 à Orlando en Floride, est un pilote automobile américain engagé à partir de 2008 en Rolex Sports Car Series au sein de l'écurie de son père Wayne Taylor, le Wayne Taylor Racing.
Depuis 2014, il partage le volant de sa Corvette DP avec son frère, Ricky en United SportsCar Championship.

## Palmarès
- Rolex Sports Car Series
  - Champion en 2013 en compagnie de Max Angelelli
  - Cinq victoires en 2013 dans la catégorie DP
  - Vice-champion dans la catégorie GT en 2011 en compagnie de Bill Lester
  - Deux victoires dans la catégorie GT en 2011 et 2012

- United SportsCar Championship
  - Vice-champion dans la catégorie Prototype en 2014 en compagnie de son frère Ricky
  - Vainqueur du Petit Le Mans 2014
  - Vainqueur des 24 Heures de Daytona  et des 12 Heures de Sebring 2017
  - Neuf victoires entre 2014 et 2017

- 24 Heures du Mans
  - Vainqueur de la catégorie GTE Pro en 2015

## Résultats aux 24 Heures du Mans
| Année | Voiture                   | Équipe          | Équipiers                      | Résultat                   |
| ----- | ------------------------- | --------------- | ------------------------------ | -------------------------- |
| 2012  | Chevrolet Corvette C6 ZR1 | Corvette Racing | Jan Magnussen / Antonio García | 23e                        |
| 2013  | Chevrolet Corvette C6 ZR1 | Corvette Racing | Jan Magnussen / Antonio García | 19e                        |
| 2014  | Chevrolet Corvette C7.R   | Corvette Racing | Jan Magnussen / Antonio García | 16e                        |
| 2015  | Chevrolet Corvette C7.R   | Corvette Racing | Oliver Gavin / Tommy Milner    | 17e (vainqueur en GTE Pro) |
| 2016  | Chevrolet Corvette C7.R   | Corvette Racing | Oliver Gavin / Tommy Milner    | Abandon                    |
| 2017  | Chevrolet Corvette C7.R   | Corvette Racing | Jan Magnussen / Antonio García | 19e                        |